# Vampire High
Vampire High est une série télévisée canadienne en 26 épisodes de 25 minutes, créée par Garry Blye et Mark Shekter et diffusée entre le 15 septembre 2001 et le 4 mai 2002 sur YTV.
En France, les deux premiers épisodes ont été diffusés le 27 novembre 2005 sur Série Club dans les Screenings 2005.

## Synopsis
Destinée à un public d'adolescents, cette série met en scène les élèves de la Mansfield Academy, qui accueille le jour des lycéens « normaux » et la nuit de jeunes vampires...

## Distribution
- Jeff Roop : Drew French
- Meghan Ory : Sherry Woods
- Karen Cliche : Essie Rachimova
- Ilona Elkin : Merrill Young
- Paul Hopkins : Karl Todman
- Joris Jarsky : Marty Strickland
- David McIlwraith : Dr Reginald Murdoch
- Marianne Farley : Dillan Vanderson
- Jodie Resther : Mimi Sperling
- Adam MacDonald : Nick McAllister
- Patrick Thomas : Malcolm Frye

## Épisodes
1. Titre français inconnu (Rules Are Rules)
2. Titre français inconnu (There's a New Vamp in Town)
3. Titre français inconnu (In Your Dreams)
4. Titre français inconnu (A Grave Matter)
5. Titre français inconnu (Things That Go Vamp in the Night)
6. Titre français inconnu (That's Why the Lady Is a Vamp)
7. Titre français inconnu (The Bleeding Frenzy)
8. Titre français inconnu (What's Up Doc?)
9. Titre français inconnu (The Withering)
10. Titre français inconnu (Dads and Monsters)
11. Titre français inconnu (Rats)
12. Titre français inconnu (The Quivering)
13. Titre français inconnu (The Summoning)
14. Titre français inconnu (Odd Man Out)
15. Titre français inconnu (The Test)
16. Titre français inconnu (Little Sister)
17. Titre français inconnu (Love's Labours Not Lost)
18. Titre français inconnu (The Huntress)
19. Titre français inconnu (The Portrait)
20. Titre français inconnu (The Awakening)
21. Titre français inconnu (Both Sides Now)
22. Titre français inconnu (Sunrise)
23. Titre français inconnu (Lost Weekend)
24. Titre français inconnu (Breaking Up)
25. Titre français inconnu (Blood Trip [1/2])
26. Titre français inconnu (Vampire's Patient [2/2])